# Stabilimento Majak
Lo Stabilimento Majak (in ucraino Завод «Маяк»?, Zavod «Majak») un'azienda statale ucraina, nata nel campo della registrazione magnetica del suono, a partire dal 2008 specializzata nella produzione di armi da fuoco leggere.

## Storia
L'azienda nasce nel 1924 a Kiev con il nome di Kyivs'kyj Musikkombinat (in ucraino Київський музкомбінат?), occupandosi inizialmente di produzione e riparazione di strumenti musicali. Durante la seconda guerra mondiale viene convertita per esigenze belliche alla realizzazione di mine. Dopo il termine del conflitto riprende le attività civili, iniziando a produrre grammofoni nel 1947. Nel 1949 lancia il primo registratore a nastro domestico dell'Unione Sovietica, modello "Dnipro". L'anno successivo inizia la produzione in serie dei modelli successivi, "Dnipro-2" e "Dnipro-3".
Nel 1953 l'impianto viene ribattezzato Stabilimento di apparecchiature radio di Kiev (in ucraino Київський завод радіоапаратури?, Kyїvs'kyj zavod radioaparatury), e negli anni 50 realizza alcuni dei primi esemplari di televisori sovietici "KVN" e "Rekord". A partire dal 1971 produce una serie di registratori a transistor detta "Majak", mentre nel 1982 inizia la produzione di registratori a cassette.
Dopo la dissoluzione dell'Unione Sovietica, nel 1996 l'industria viene trasformata nella società per azioni Stabilimento Majak, la cui quota di maggioranza viene acquisita dal Fondo del Demanio dell'Ucraina. A partire dal 2008 la produzione è stata completamente convertita alle armi da fuoco, sotto il controllo dell'agglomerato industriale della difesa ucraina Ukroboronprom. In particolare l'azienda ha sviluppato e prodotto la mitragliatrice KM-7,62, installata sulla maggior parte dei veicoli corazzati in servizio nelle Forze armate ucraine. Nel 2021 lo stabilimento ha annunciato di aver ripreso la produzione della mitragliatrice pesante DŠKM.

## Prodotti
- VPR-338 - fucile di precisione
- Hopak-61 - fucile di precisione
- MZ-10 - versione su licenza del fucile da battaglia AR-10 statunitense
- KM-7,62 - versione aggiornata della mitragliatrice PK
- KT-12,7 - copia della mitragliatrice NSV
- DŠKM - copia dell'omonima mitragliatrice sovietica
- RPG-7 - lanciagranate anticarro
- M60-16 "Kamerton" - mortaio da 60 mm
- M120-15 "Molot" - mortaio da 120 mm